# Stawy Pluderskie
Stawy Pluderskie este o arie protejată (sit de importanță comunitară — SCI) din Polonia întinsă pe o suprafață de 149,14 ha, integral pe uscat.

## Localizare
Centrul sitului Stawy Pluderskie este situat la coordonatele 50°39′10″N 18°27′19″E / 50.6529°N 18.4554°E.

## Înființare
Situl Stawy Pluderskie a fost declarat sit de importanță comunitară în ianuarie 2021 pentru a proteja 1 specie de animale.

## Biodiversitate
Situată în ecoregiunea continentală, aria protejată nu include niciun habitat protejat.
La baza desemnării sitului se află o specie protejată de  nevertebrate: Graphoderus bilineatus.